# Lycophidion acutirostre
Lycophidion acutirostre (мозамбіцька вовча змія) — вид змій родини Lamprophiidae. Мешкає в Південній Африці.

## Поширення і екологія
Мозамбіцькі вовчі змії відомі з кількох місцевостей, розташованих на півдні Танзанії і Малаві та на півночі Мозамбіку, зокрема на горі Намулі та в Національному парку Горонгоса. Вони живуть в саванах та серед скель, на висоті до 1200 м над рівнем моря.